# Noriko Nakayama
Noriko Nakayama (jap. 中山 紀子, Nakayama Noriko; * 30. Mai 1943 als Noriko Takagi, 高木 紀子, Takagi Noriko) ist eine ehemalige Badmintonspielerin aus Japan.

## Karriere
Noriko Takagi gewann ihre ersten beiden japanischen Meistertitel 1962 im Dameneinzel und Damendoppel. Neun weitere Titel folgten bis 1971.
1966 erkämpfte sie sich bei den Asienspielen die ersten internationalen Lorbeeren, als sie Gold und Bronze gewann. Von 1966 bis 1978 stand sie mit dem japanischen Uber-Cup-Team fünf Mal im Finale dieses Wettbewerbs. Die drei ersten Endspiele und das letzte gewann Japan, während es 1975 nur zu Platz zwei bei dieser Weltmeisterschaft für Damenmannschaften reichte. 1971 und 1972 gewann sie die All England. Bei den Olympischen Sommerspielen 1972 gewann sie das Badmintonturnier, welches jedoch nur als Demonstrationssportart durchgeführt wurde.

## Erfolge
| Saison    | Veranstaltung                            | Disziplin   | Platz | Name                            |
| --------- | ---------------------------------------- | ----------- | ----- | ------------------------------- |
| 1962      | Japan: Einzelmeisterschaften             | Damendoppel | 1     | Noriko Takagi / (Miyako Morota) |
| 1962      | Japan: Einzelmeisterschaften             | Dameneinzel | 1     | Noriko Takagi                   |
| 1964      | Japan: Einzelmeisterschaften             | Damendoppel | 1     | Noriko Takagi / Hiroe Amano     |
| 1964      | Japan: Einzelmeisterschaften             | Dameneinzel | 1     | Noriko Takagi                   |
| 1965      | Japan: Einzelmeisterschaften             | Damendoppel | 1     | Noriko Takagi / Hiroe Amano     |
| 1966      | Asienspiele                              | Dameneinzel | 1     | Noriko Takagi                   |
| 1966      | Asienspiele                              | Damendoppel | 3     | Noriko Takagi / Kazuka Goto     |
| 1966      | Japan: Einzelmeisterschaften             | Damendoppel | 1     | Noriko Takagi / Hiroe Amano     |
| 1966      | Japan: Einzelmeisterschaften             | Dameneinzel | 1     | Noriko Takagi                   |
| 1966      | Uber Cup                                 | Mannschaft  | 1     | Japan                           |
| 1966/1967 | Dänemark: Internationale Meisterschaften | Dameneinzel | 1     | Noriko Takagi                   |
| 1967      | Japan: Einzelmeisterschaften             | Dameneinzel | 1     | Noriko Takagi                   |
| 1967      | All England                              | Dameneinzel | 2     | Noriko Takagi                   |
| 1967      | Japan: Einzelmeisterschaften             | Damendoppel | 1     | Noriko Takagi / Hiroe Amano     |
| 1967/1968 | Dänemark: Internationale Meisterschaften | Damendoppel | 1     | Noriko Takagi / Hiroe Amano     |
| 1968      | All England                              | Damendoppel | 2     | Noriko Takagi / Hiroe Amano     |
| 1968      | All England                              | Dameneinzel | 3     | Noriko Takagi                   |
| 1968/1969 | Dänemark: Internationale Meisterschaften | Damendoppel | 1     | Noriko Takagi / Hiroe Yuki      |
| 1969      | All England                              | Dameneinzel | 2     | Noriko Takagi                   |
| 1969      | Uber Cup                                 | Mannschaft  | 1     | Japan                           |
| 1969      | All England                              | Damendoppel | 3     | Hiroe Yuki / Noriko Takagi      |
| 1970/1971 | Dänemark: Internationale Meisterschaften | Dameneinzel | 1     | Noriko Takagi                   |
| 1971      | Kanada: Internationale Meisterschaften   | Damendoppel | 1     | Noriko Takagi / Hiroe Yuki      |
| 1971      | All England                              | Dameneinzel | 3     | Noriko Takagi                   |
| 1971      | US Open                                  | Damendoppel | 1     | Noriko Takagi / Hiroe Yuki      |
| 1971      | All England                              | Damendoppel | 1     | Noriko Takagi / Hiroe Yuki      |
| 1971      | Japan: Einzelmeisterschaften             | Damendoppel | 1     | Noriko Nakayama / Hiroe Yuki    |
| 1971      | Japan: Einzelmeisterschaften             | Dameneinzel | 1     | Noriko Nakayama                 |
| 1971/1972 | Dänemark: Internationale Meisterschaften | Damendoppel | 1     | Noriko Nakayama / Hiroe Yuki    |
| 1971      | Uber Cup                                 | Mannschaft  | 1     | Japan                           |
| 1972      | All England                              | Dameneinzel | 1     | Noriko Nakayama                 |
| 1975      | Uber Cup                                 | Mannschaft  | 2     | Japan                           |
| 1978      | Uber Cup                                 | Mannschaft  | 1     | Japan                           |

## Referenzen
- Pat Davis: The Guinness Book of Badminton (Guinness Superlatives Limited, Enfield, Middlesex, England, 1983), S. 106, 108
- Herbert Scheele (Ed.): The International Badminton Federation Handbook for 1971 (Canterbury, Kent, England, 1971), S. 164
- Pat Davis: The Guinness Book of Badminton (Guinness Superlatives Limited, Enfield, Middlesex, England, 1983), S. 133, 134, 135
- Herbert Scheele (Ed.): The International Badminton Federation Handbook for 1967 (Canterbury, Kent, England, 1967), S. 105–107

| Personendaten    | Personendaten                                                                          |
| ---------------- | -------------------------------------------------------------------------------------- |
| NAME             | Nakayama, Noriko                                                                       |
| ALTERNATIVNAMEN  | 中山 紀子 (japanisch); Noriko Takagi (Geburtsname); 高木 紀子 (japanisch, Geburtsname) |
| KURZBESCHREIBUNG | japanische Badmintonspielerin                                                          |
| GEBURTSDATUM     | 30. Mai 1943                                                                           |